# 1550년

## 연호
- 명(明) 가정(嘉靖) 29년
- 일본(日本) 덴분(天文) 19년
- 후 레 왕조(後黎朝) 투언빈(順平) 2년
- 막 왕조(莫朝) 까인릭(景曆) 3년

## 기년
- 류큐(琉球) 쇼세이왕(尚清王) 24년
- 명(明) 세종 가정제(世宗 嘉靖帝) 29년
- 조선(朝鮮) 명종(明宗) 5년
- 후 레 왕조(後黎朝) 중종(中宗) 2년
- 막 왕조(莫朝) 선종(宣宗) 4년

## 사건
- 경술의 변
- 《미술가 열전》 초판 출간 - 르네상스 예술가이자 미술사 학자인 조로조 자바리가 피렌체에서 출간함.